# 경운대학교
경운대학교(慶雲大學校, Kyungwoon University)는 경상북도 구미시에 위치한 대한민국의 사립 대학이다.
1996년 12월 사립 산업대학인 한국산업대학교로 설립되어 1998년 현재의 교명으로 변경하고, 2012년 3월 일반대학으로 전환하였다. 국문 약칭으로 경운대 등을 사용하고 있다.
평생교육원 등 7개의 부속시설과, 환경생명정보연구소, 새마을연구소 등 9개 연구소를 갖추고 있다.

## 연혁
1996년 12월, 학교법인 숭선학원에 의하여 산업대학인 한국산업대학교가 설립되었다. 이듬해 3월 개교하였다. 1998년 8월, 경운대학교로 교명을 변경하였다. 2012년 3월부터 일반대학으로 전환하여 현재에 이르고 있다.

## 교육편제

### 학부
경운대학교는 항공공과대학, 항공서비스대학, 간호보건대학, 사회안전대학 등 4개 단과대학을 설립하고 하위로 22개 학부 전공을 설치하여 학사 학위 과정을 교수하고 있다.

### 대학원
경운대학교 대학원은 일반 1개원, 특수 2개원으로 구성한다. 일반대학원의 경우 박사 3학과, 석사 9학과를 지원한다. 한편, 특수대학원으로 산업정보대학원과 사회복지대학원을 설치하고 있다.

## 연례 행사

### 숭선축제
숭선축제는 경운대학교의 축제이다. 9월경 개최된다.

## 캠퍼스 풍경
경운대학교는 경상북도 소재 사립 대학으로, 인덕리에 그 교사가 위치한다. 캠퍼스 내에 약 15동의 건축물이 위치한다. 캠퍼스는 수직 방향으로 뻗어 있는 형태로, 산지에 걸쳐 위치한다. 캠퍼스 서부에는 저수지인 문수지가 위치하며, 캠퍼스 남부 강동로를 통해 접근이 가능하다. 캠퍼스 서북부에 항공공과대학 등 항공기 관련 학과를 위한 교육 시설이 일부 존재한다.

### 기타 대학 시설
경운대학교가 설립·소유·운영 등에 있는 시설에는 캠퍼스 외부에 위치한 시설도 있다. 대구광역시 북구에 학생 창업을 위한 대구교육관이 위치하고, 전라남도 영암군 일대에 항공기 교육을 위한 교육 시설 등이 위치한다.